# Azy (België)
Azy is een plaatsje aan de Semois in de Belgische streek de Gaume in de Provincie Luxemburg in de deelgemeente Lacuisine van Florenville.
Deelgemeenten: Chassepierre · Florenville · Fontenoille · Lacuisine · Muno · Sainte-Cécile · Villers-devant-Orval

Overige dorpen: Azy · Conques · Laiche · Martué · Lambermont · Le Menil · Watrinsart

Belgische gemeenten · Arrondissement Virton · Luxemburg · Wallonië